# NGC 1036
NGC 1036 est une galaxie spirale barrée naine relativement rapprochée et située dans la constellation du Bélier. NGC 1036 a été découverte par l'astronome germano-britannique William Herschel en 1785. Cette galaxie a aussi été observée par l'astronome français Stéphane Javelle le 18 janvier 1898 et elle a été ajoutée plus tard à l'Index Catalogue sous la désignation IC 1828.

## Caractéristiques
Sa vitesse par rapport au fond diffus cosmologique est de  564 ± 16 km/s, ce qui correspond à une distance de Hubble de 8,31 ± 0,63 Mpc (∼27,1 millions d'al). 
À ce jour, deux mesures non basées sur le décalage vers le rouge (redshift) donnent une distance de 9,635 ± 2,213 Mpc (∼31,4 millions d'al), ce qui est à l'intérieur des valeurs de la distance de Hubble.
NGC 1036 présente une large raie HI. NGC 1036 est une galaxie dont le noyau brille dans le domaine de l'ultraviolet. Elle est inscrite dans le catalogue de Markarian sous la cote Mrk 370 (MK 370).